# Oppia huangshanensis
Oppia huangshanensis är en kvalsterart som beskrevs av Wen och Chen 1991. Oppia huangshanensis ingår i släktet Oppia och familjen Oppiidae. Inga underarter finns listade i Catalogue of Life.